# Le Jeudi (hebdomadaire)
Pour les articles homonymes, voir Le Jeudi.
Le Jeudi était un journal hebdomadaire écrit en langue française et publié au Luxembourg.  

## Historique
Le Jeudi a été créé le 17 avril 1997 au Luxembourg et est publié par Editpress. 
Le Jeudi reçoit une aide à la presse (en) de la part de l'État luxembourgeois. En 2009, cette aide s'élève à 358 005 €.
Selon une enquête TNS Ilres réalisée en deux temps, de mi-février à fin juin 2018 puis d’octobre 2018 à mi-février 2019, « Le Jeudi » comprend un lectorat de 26 700 individus de 15 ans et plus, soit 5,3 % de la population totale.
En juin 2019, une décision émanant du conseil d’administration est prise concernant l'arrêt de la publication de l'hebdomadaire. Le dernier numéro est publié le jeudi 6 juin de la même année.